# Edward Madej
Edward Madej ps. Felek (ur. 1912 w Jaśle, rozstrzelany 10 lutego 1944 w egzekucji publicznej przy ulicy Barskiej 4 w Warszawie) – porucznik służby stałej piechoty Wojska Polskiego, dowódca ośrodka dywersyjnego „Osa”-„Kosa 30” w Krakowie, dowódca zamachu na generała SS Krügera, dowódca 2 kompanii ckm w 11 pułku piechoty.
Absolwent gimnazjum w Jaśle. Uczestnik kampanii wrześniowej w 11 pułku piechoty, ranny 20 września 1939 roku pod Tomaszowem Lubelskim. We wrześniu 1939 roku wzięty do niewoli osadzony w Oflagu II C Woldenberg. 20 grudnia 1943 roku aresztowany przypadkowo w mieszkaniu konspiracyjnym na ul. Miodowej, osadzony na Pawiaku. Stracony po wielokrotnych przesłuchaniach w al. Szucha.